# Jergé Hoefdraad
Jergé Rivellino Hoefdraad (Amsterdam, 17 juli 1986 – aldaar, 3 augustus 2021) was een Nederlands voetballer die bij voorkeur als aanvaller speelde.

## Loopbaan
Hoefdraad debuteerde in het seizoen 2007/08 bij RKC Waalwijk en speelde daarna voor FC Omniworld en zijn opvolger Almere City alvorens naar SC Telstar te gaan. In 2013 keerde hij terug naar Almere.
Hoefdraad tekende in februari 2015 een contract voor één seizoen bij SC Cambuur, met een ingangsdatum van 1 juli 2015. In deze verbintenis werd een optie voor nog een seizoen opgenomen. In mei 2016 degradeerde hij met Cambuur uit de Eredivisie. In 2017 keerde Hoefdraad voor de tweede keer terug bij Almere City. In 2019 beëindigde hij zijn professionele voetballoopbaan. In seizoen 2021/22 zou hij uitkomen voor de Amsterdamse amateurvereniging ASC De Volewijckers.

## Overlijden
In de vroege ochtend van 1 augustus 2021 werd Hoefdraad neergeschoten in Amsterdam-Zuidoost tijdens een illegaal kaboelafeest in een bedrijfspand. Hij werd in kritieke toestand naar het ziekenhuis gebracht. Een dag na de schietpartij meldde de politie dat hij was overleden, wat kort daarna herroepen werd. De volgende dag overleed hij alsnog.

## Clubstatistieken
| Seizoen         | Club            | Competitie      | Competitie | Competitie | Beker | Beker | Internationaal | Internationaal | Overig | Overig | Totaal | Totaal |
| Seizoen         | Club            | Competitie      | Wed.       | Dlp.       | Wed.  | Dlp.  | Wed.           | Dlp.           | Wed.   | Dlp.   | Wed.   | Dlp.   |
| --------------- | --------------- | --------------- | ---------- | ---------- | ----- | ----- | -------------- | -------------- | ------ | ------ | ------ | ------ |
| 2007/08         | RKC Waalwijk    | Eerste divisie  | 4          | 0          | 0     | 0     | 0              | 0              | 0      | 0      | 4      | 0      |
| 2008/09         | RKC Waalwijk    | Eerste divisie  | 0          | 0          | 0     | 0     | 0              | 0              | 0      | 0      | 0      | 0      |
| 2009/10         | FC Omniworld    | Eerste divisie  | 26         | 2          | 0     | 0     | 0              | 0              | 0      | 0      | 26     | 1      |
| 2010/11         | Almere City FC  | Eerste divisie  | 32         | 1          | 1     | 0     | 0              | 0              | 0      | 0      | 33     | 1      |
| 2011/12         | Telstar         | Eerste divisie  | 29         | 3          | 1     | 0     | 0              | 0              | 0      | 0      | 30     | 3      |
| 2012/13         | Telstar         | Eerste divisie  | 29         | 3          | 2     | 2     | 0              | 0              | 0      | 0      | 31     | 5      |
| 2013/14         | Almere City FC  | Eerste divisie  | 23         | 1          | 0     | 0     | 0              | 0              | 0      | 0      | 23     | 1      |
| 2014/15         | Almere City FC  | Eerste divisie  | 28         | 4          | 1     | 0     | 0              | 0              | 0      | 0      | 29     | 4      |
| 2015/16         | SC Cambuur      | Eredivisie      | 8          | 1          | 0     | 0     | 0              | 0              | 0      | 0      | 8      | 1      |
| 2016/17         | SC Cambuur      | Eerste divisie  | 35         | 5          | 5     | 0     | 0              | 0              | 2      | 0      | 42     | 5      |
| 2017/18         | Almere City FC  | Eerste divisie  | 22         | 3          | 0     | 0     | 0              | 0              | 6      | 1      | 28     | 4      |
| 2018/19         | Almere City FC  | Eerste divisie  | 14         | 1          | 1     | 0     | 0              | 0              | 0      | 0      | 15     | 1      |
| Carrière totaal | Carrière totaal | Carrière totaal | 250        | 24         | 11    | 2     | 0              | 0              | 8      | 1      | 269    | 27     |

Bijgewerkt tot en met het seizoen 2018/19